# Utkîne, Sverdlovsk
Utkîne (în ucraineană Уткине) este un sat în comuna Matviivka din raionul Sverdlovsk, regiunea Luhansk, Ucraina.

## Demografie
Componența lingvistică a localității Utkîne
     Rusă (73,2%)
     Ucraineană (26,8%)
Conform recensământului din 2001, majoritatea populației localității Utkîne era vorbitoare de rusă (73,2%), existând în minoritate și vorbitori de ucraineană (26,8%).